# Norbert Königshofen

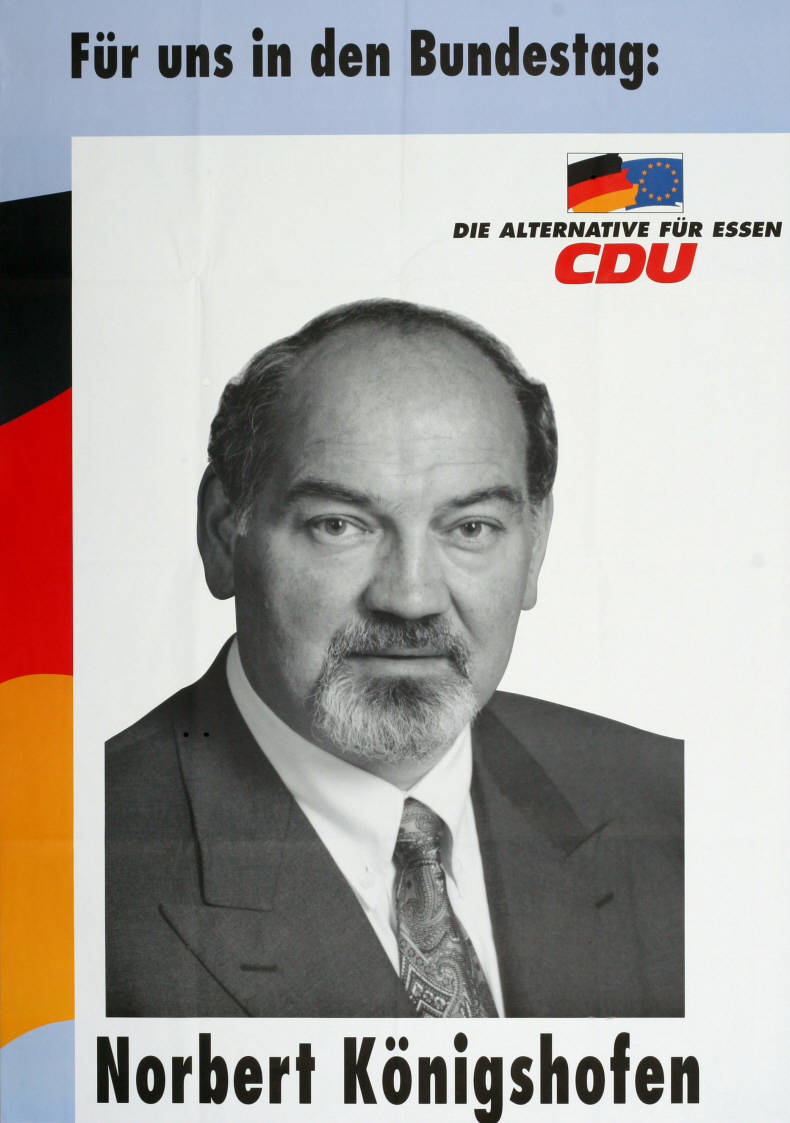
Kandidatenplakat zur Bundestagswahl 1994

Norbert Königshofen (* 25. Januar 1943 in Essen) ist ein deutscher Politiker (CDU).

## Leben und Beruf
Nach dem Abitur 1964 an der Alfred-Krupp-Schule in Essen absolvierte Königshofen ein kaufmännisches Praktikum bei der Karstadt AG in Essen. Anschließend begann er ein Studium der Betriebswirtschaft, Volkswirtschaft, Wirtschaftsrecht, Wirtschaftspädagogik, Wirtschaftsgeschichte und der Politologie an der Universität zu Köln, welches er 1969 als Diplom-Handelslehrer beendete. Nach dem Referendariat legte er 1971 das zweite Staatsexamen für das Höhere Lehramt ab und war seit 1974 als Fachleiter am Studienseminar für das Lehramt für die Sekundarstufe II in Gelsenkirchen tätig, seit 1978 als Studiendirektor. Bei seinem Wechsel in den Deutschen Bundestag schied er dort 1994 als Studiendirektor a. D. aus.
Norbert Königshofen ist seit 1969 verheiratet und hat einen Sohn.

## Partei
Königshofen trat als Schüler 1961 in die CDU ein. Er engagierte sich zunächst in der Jungen Union und war von 1966 bis 1968 Vorsitzender des JU-Kreisverbandes Essen.
1975 wurde Königshofen zum stellvertretenden Vorsitzenden und 1983 schließlich zum Vorsitzenden des CDU-Kreisverbandes Essen gewählt. Seit 2003 ist er Ehrenvorsitzender des Kreisverbandes. Er war außerdem von 1986 bis 2006 stellvertretender Vorsitzender des CDU-Bezirksverbandes Ruhr.

## Abgeordneter
Königshofen gehörte von 1975 bis 1994 dem Rat der Stadt Essen an und war dort in dieser Zeit Vorsitzender der CDU-Ratsfraktion.
Von 1994 bis 2009 war er Mitglied des Deutschen Bundestages. Hier gehörte er dem Haushaltsausschuss, dem Verkehrsausschuss sowie dem Ältestenrat an und war außerdem stellvertretender Vorsitzender der Landesgruppe Nordrhein-Westfalen in der CDU/CSU-Bundestagsfraktion. Norbert Königshofen ist stets über die Landesliste Nordrhein-Westfalen in den Bundestag eingezogen. Zur Bundestagswahl 2009 trat er aus Altersgründen nicht mehr an.
Im Juni 2007 leitete die Staatsanwaltschaft Köln Ermittlungen wegen Untreue gegen Königshofen ein. Für das Verfahren wurde die parlamentarische Immunität Königshofens durch den Bundestag aufgehoben. Königshofen wurde vorgeworfen, 2005 an mehreren kostspieligen Veranstaltungen von Mitgliedern des Aufsichtsrats der Essener Stadtwerke teilgenommen zu haben. Königshofen bezeichnete die Einladungen als in vielen Unternehmen üblich. Das Ermittlungsverfahren wurde schließlich nach § 153 Absatz 1 Strafprozessordnung eingestellt.

## Auszeichnungen
- 2009: Bundesverdienstkreuz am Bande